# Canadair CL-84
Die Canadair CL-84 (Bezeichnung der RCAF: CX-131) war ein kanadisches Experimentalflugzeug, das senkrecht starten und landen konnte (VTOL). Das propellergetriebene Kippflügel-Wandelflugzeug wurde von Canadair zwischen 1957 und 1972 entwickelt und gebaut.

## Geschichte
Zwischen 1957 und 1963 forschte Canadair mit Eigenmitteln unter Mithilfe des Kanadischen National Research Board (NRB) und des Kanadischen Defense Research Board (DRB) auf dem Gebiet der V/STOL-Technologie. Die Studien wiesen den Weg für ein propellergetriebenes Kippflügelflugzeug. Der Name "Dynavert" kam von Canadairs Muttergesellschaft General Dynamics. Innerhalb des Projektes wurde das Flugzeug allerdings immer als "84" bezeichnet. Mit 7,5 Mio. US-$ übernahm die kanadische Regierung den größten Teil der Baukosten der ersten beiden Prototypen von über 10 Mio. US-$. Der erste Prototyp trug das Luftfahrzeugkennzeichen CF-VTO-X. Die konstruktive Auslegung der CL-84 orientiert sich an einem früheren Canadair Entwurf, der für die NATO-Ausschreibung NBMR 4 ausgearbeitet wurde.

## Konstruktion
Die CL-84 ist ein propellergetriebener Hochdecker. Die V/STOL-Eigenschaften erhält das Flugzeug durch das Schwenken der gesamten Tragfläche um maximal 100 Grad. Das Höhenleitwerk wurde im Kurzstartmodus (STOL) mit der Tragfläche bewegt. Für den VTOL Modus kehrte das Leitwerk in die horizontale Position zurück. An den Flügeln befanden sich die beiden Lycoming T53 Wellenturbinen, welche die beiden gegenläufigen 4,27-m-Vierblattpropeller antrieben. Damit beim Ausfall eines Triebwerks das Flugzeug steuerbar blieb, sind beide Propeller mittels eines Getriebes verbunden. Das Getriebe war auch mit den beiden horizontalen koaxialen Zweiblatt-Heckrotoren verbunden, die zur Steuerung um die Nickachse während des Schwebe- und Übergangsflugs dienen. Die Funktionen der einzelnen Steuereinheiten im Cockpit sind in der nachfolgenden Tabelle zusammengefasst.
| Achse          | Horizontalflug                     | Schwebeflug                                                                 |
| -------------- | ---------------------------------- | --------------------------------------------------------------------------- |
| Nicken (Pitch) | Steuerknüppel an Höhenruder        | Steuerknüppel an Heckrotoren                                                |
| Rollen         | Steuerknüppel an Klappen/Querruder | Steuerknüppel an differentielle Blattverstellung der Heckrotoren            |
| Gieren (Yaw)   | Pedale an Seitenruder              | Pedale an Klappen/Querruder                                                 |
| Höhe           | Leistungshebel an Triebwerk        | Leistungshebel an Triebwerk und kollektive Blattverstellung der Heckrotoren |

Die einfache Steuerung machte es Piloten konventioneller Flugzeuge einfach die CL-84 auch in der Übergangsphase zwischen Schwebeflug und Konventionellem Flug zu beherrschen.

## Nutzung

### Testphase
Der erste Prototyp absolvierte am 7. Mai 1965 den ersten von Canadairs Chefpilot Bill Longhurst durchgeführten Schwebeflug. Die erste Transition (Übergang Schweben/Vorwärtsflug/Schweben) wurde am 17. Januar 1966 am Canadair Produktionsstandort in Montreal durchgeführt. Der Flug wurde bei leichtem Schnee und bis zu 25 mph Wind ebenfalls von Longhurst durchgeführt. Am 12. September 1967 nach 305 verhältnismäßig ereignislosen Flügen, ging die CF-VTO-X bei 3.000 ft verloren, als ein Lager des Propeller-Steuerungssystems ausfiel. Beide Piloten konnten das Flugzeug verlassen und blieben unverletzt. In den zwei Jahren haben 16 Piloten 145 Flugstunden absolviert. Die von Canadair für die Kanadische Armee neu gebaute CL-84-1 enthielt über 150 Änderungen gegenüber ihrer Vorgängerin. Zu erwähnen ist hier die doppelte Ausführung der Steuerelektronik, eine verbesserte Avionik, die Verlängerung des Flugzeugrumpfes um 5 ft 3 in (1,6 m) sowie die um 100 PS stärkeren Triebwerke.
Der erste neu konstruierte Prototyp die CL-84-1 (CX8401) flog zum ersten Mal am 19. Februar 1970 wieder mit Bill Longhurst am Steuer. Er führte das CL-84-Programm bis zu seinem Rückzug vom aktiven Fliegen im Januar 1971 fort. Die Aufgaben als Chef-Testpilot übernahm Doug Atkins. Ungefähr zur gleichen Zeit, auf der Höhe des Vietnamkriegs, zeigte die US-Marine reges Interesse am Konzept der CL-84. Atkins wurde mit der CL-84-1 auf eine Rundreise durch die USA geschickt. Die Route führte von Washington, D.C. über Norfolk (Virginia) zur Edwards Air Force Base. Auch wurden Flugversuche auf der Guam durchgeführt. Die CL-84-1 meisterte das Programm fehlerlos und demonstrierte die vielseitige Verwendbarkeit des Flugzeugs auf einem Schiff. Wie z. B. den Truppentransport, die Radarüberwachung oder die U-Boot-Abwehr.
Weiterführende Flugversuche durch Testpiloten aus Kanada, den USA (Navy/Marine) und England (RAF) auf dem Test Center der US Navy in Patuxent River zeigten, dass die CL-84-1 als Multimissionsflugzeug geeignet war. Ron Ledwidge (RAF) überwachte hier den ersten automatischen Übergang vom Schweben zum horizontalen Flug und zurück zum Schweben.
Am 8. August 1973 ging die erste CL-84-1 verloren, als ein Fehler im linken Propellergetriebe bei maximaler Steigrate auftrat. Die beiden Piloten konnten sicher aussteigen. Der gesamte Propeller und das Getriebe sind während des Aufstiegs auseinandergebrochen. Die zweite CL-84-1 (CX8402) wurde zügig fertiggestellt um die Versuche der Phase 2 an Bord der USS Guadalcanal abzuschließen. Angesichts der Stürmischen Witterung leistete die "84" hervorragende Arbeit. Unter anderem wurde das Übersetzen von Truppen und der "Blindflug" demonstriert. Versuche der Phase 3 und 4 wurden sofort danach durchgeführt. Für den Einsatz auf Schiffen wurde die Canadair SCS CL-84 (Sea Control Ship CL-84) in Aussicht gestellt. Es handelte sich hierbei um eine leicht vergrößerte Version der CL-84-1. Obwohl die CL-84 von über 40 Piloten geflogen wurde, konnten keine Flugzeuge verkauft werden, was zur Einstellung des Programms führte.

### Projektende
Das Ende des Vietnamkrieges bedeutete eine Änderung der Militäranforderungen und daraus resultierend andere Flugzeuge. Aber für Canadair-Entwickler Fred Philips waren andere Faktoren entscheidender. Der entscheidende Grund war, der "NBH" (not built here; nicht hier gebaut) Faktor. Kanada konnte schon vorher an das US-Militär Flugzeuge verkaufen, wie die de Havilland Canada Beaver, Otter und Caribou. Hierbei handelte es sich aber um Ausnahmen der "NBH"-Regel. Das CL-84 Kippflügel-Konzept hatte keinen namhaften Befürworter der sich für das Projekt in der Politik und beim Militär einsetzte. Canadair hatte versucht die CL-84 auch an andere Staaten zu verkaufen, Deutschland, Holland, Italien, Skandinavien und Großbritannien wurde umworben, aber am Ende starb die Canadair CL-84 1974 aus Mangel an Interesse, sogar in Kanada. Heute hat die Osprey V-22 das Konzept des „Wandelflugzeugs“ wieder aufgenommen. Allerdings wird hier nicht der gesamte Flügel gekippt, sondern nur die Propeller mit den Triebwerken. Mit den drei CL-84 wurden insgesamt über 700 Flüge von 36 Piloten (außer Canadair-Testpiloten) aus Kanada, Großbritannien und den USA durchgeführt.
Die beiden verbleibenden CL-84 sind heute in Museen ausgestellt: Die CX8402 steht seit 1984 im Canada Aviation and Space Museum in Ottawa neben einer Avro Arrow. Die CX8402 hat in 196 Flügen 170 Flugstunden absolviert. Die CX8403 wurde nie geflogen und wurde dem Western Canada Aviation Museum gespendet. Das Flugzeug wurde in zwei Teilen (Rumpf und Flügel) zum Museum transportiert, aber nicht wieder zusammengefügt; nur der Flugzeugrumpf ist ausgestellt. Den Besuchern, die sich Zeit nehmen, um die Erläuterungen zu lesen, wird die Geschichte von Kanadas größtem Beitrag in der V/STOL Entwicklung erzählt.

## Technische Daten

### CL-84-1

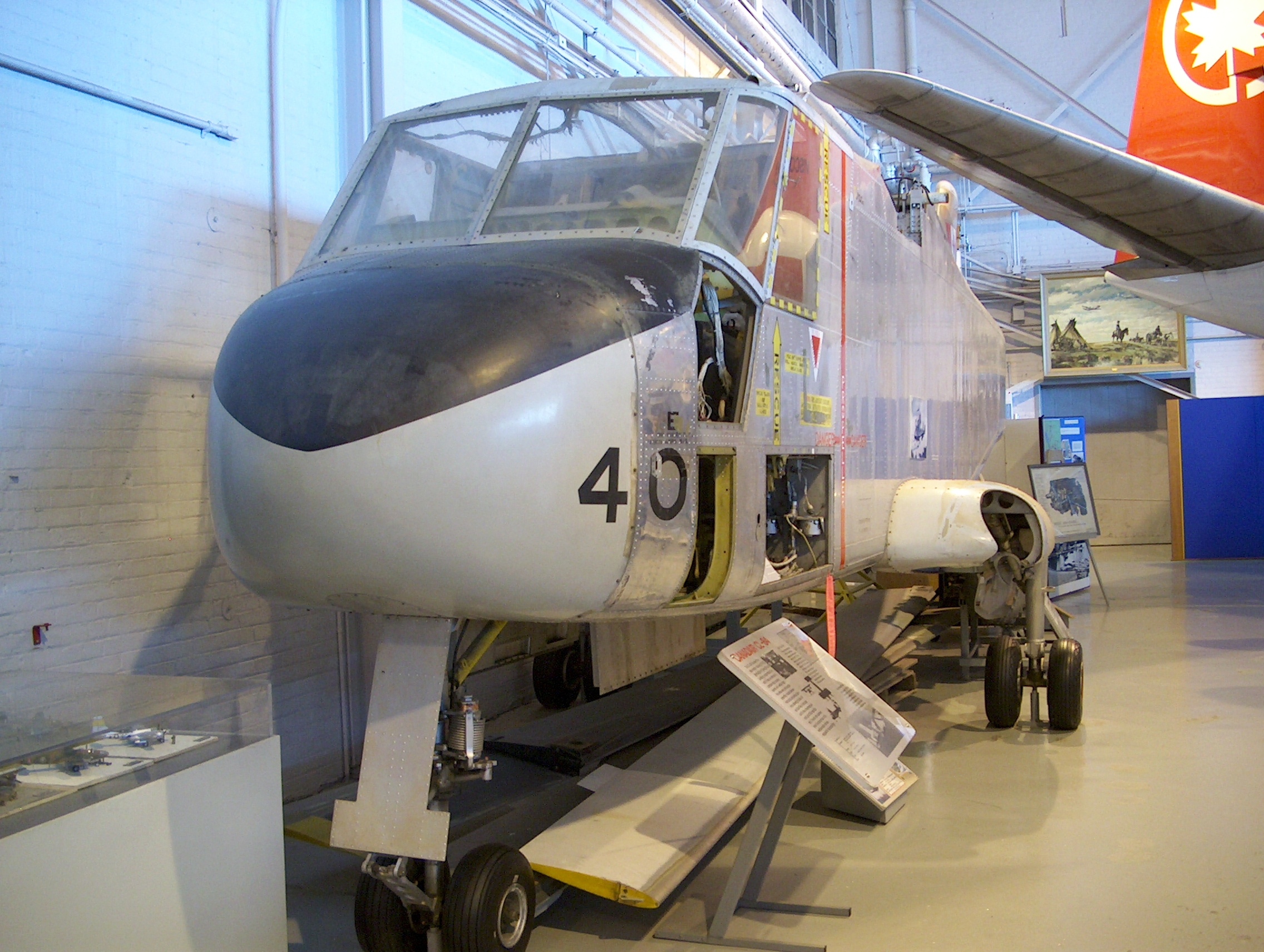
CL-84-03 CX8403 im Western Canada Aviation Museum, Winnipeg.

- Flügelspannweite: 33,4 ft (10,16 m)
- Flügelfläche: 21,67 m²
- Höhenleitwerkspannweite: 16,8 ft (5,08 m)
- Höhenleitwerkfläche: 4,7 m²
- Breite über Propeller: 34,66 ft (10,56 m)
- Länge: 47,35 ft (14,41 m)
- Höhe inkl. Propeller, Tragfläche vertikal: 17,15 ft (5,22 m)
- Höhe inkl. Propeller, Tragfläche horizontal: 14,27 ft (4,34 m)
- Triebwerk: 1500 shp Lycoming T53-LTC1K-4C turboprop
- Durchmesser - Hauptrotor: 14 ft (4,3 m) Vier-Blatt
- Durchmesser - Heckrotor: 7 ft (2,2 m) 2 × Zwei-Blatt
- Leergewicht: 8437 lb (3827 kg)
- Leergewicht (Ausgerüstet, ohne Crew): 9023 lb (4093 kg)
- Max Startmasse (STOL): 14500 lb (6577 kg)
- Max Startmasse (VTOL): 12600 lb (5715 kg)
- Nutzmasse (STOL): 4215 lb (1912 kg)
- Nutzmasse (VTOL): 2315 lb (1050 kg)
- Höchstgeschwindigkeit: 321 mph (518 km/h)
- Marschgeschwindigkeit: 309 mph (497 km/h)
- Reichweite (STOL): 340 miles (519 km) mit max. Nutzlast, bei 10000 ft, vollgetankt mit 10 % Reserve
- Reichweite (VTOL): 322 miles (547 km) mit max. Nutzlast, bei 10000 ft, vollgetankt mit 10 % Reserve

### SCS CL-84
- Flügelspannweite: 42 ft (12,8 m) + 25 %
- Länge: 50,8 ft (15,44 m) + 7 %
- Höhe inkl. Propeller, Tragfläche horizontal: 18,8 ft (5,69 m) + 30 %
- Triebwerk: 2 × 3000 WPS General Electric T64 Turboprop
- Durchmesser - Hauptrotor: 16,6 ft (5,03 m) vier-Blatt + 18 %
- Durchmesser - Heckrotor: 7,9 ft (2,36 m) 2 × zwei-Blatt
- Max Startmasse (STOL): 36000 lb (16329 kg) + 148 %
- Max Startmasse (VTOL): 29000 lb (13154 kg) + 130 %
- Nutzmasse (STOL): 7000 lb (3175 kg) + 66 %
- Höchstgeschwindigkeit: 432 mph (695 km/h)
- Reichweite (STOL): 1612 miles (2595 km) + 375 % mit max. Nutzlast, bei 10000 ft, Vollgetankt mit 10 % Reserve
- Dienstgipfelhöhe: 30000 ft (9144 m)